# Beyond Skyline
Beyond Skyline è un film statunitense diretto da Liam O'Donnell. È il secondo film della saga Skyline.

## Trama
Il detective della polizia di Los Angeles Mark Corley fa visita al figlio adolescente Trent, finito in prigione per una rissa proprio mentre inizia un'invasione aliena e l'intera popolazione della città viene risucchiata in varie astronavi dalla luce blu.